# Ržišče, Kostanjevica na Krki
Ržišče je naselje v Občini Kostanjevica na Krki.